# Maori (rivière)
La rivière Maori  (en anglais : Maori River) est un cours d’eau de la région de la West Coast dans l’Île du Sud de la Nouvelle-Zélande.

## Géographie
Elle s’écoule à partir de plusieurs sources situées dans la chaîne de ‘Mataketake Range’ à l’est de la ville de Haast, passant à travers le petit lac « Tawharekiri » avant de devenir un affluent du fleuve Waita, qui s’écoule dans la Mer de Tasman à 15 kilomètres au nord de la ville de Haast.